# Erdal (Askøy)
Erdal este o localitate din comuna Askøy, provincia Hordaland, Norvegia.